# Don't Believe in Love
"Don't Believe in Love" là một bài hát nạhc Pop do ca sĩ người Anh Dido thể hiện. Bài hát được phát hành dưới dạng đĩa đơn đầu tiên trích từ album phòng thu thứ ba của cô, Safe Trip Home vào ngày 27 tháng 10 năm 2008.

## Phát hành
Bài hát được trình làng trên trạm phát thanh vào ngày 1 tháng 9 năm 2008 và được phát hành dưới dạng tải nhạc số ở nhiều nước tại khu vực Châu Âu vào ngày 29 tháng 9 năm 2008. Cùng ngày, bài hát cũng được phát hành tại Úc, trước khi được phát hành tại Anh vào ngày 27 tháng 10 năm 2008, và tại Đức ngày 31 tháng 10 năm 2008.

## Video âm nhạc
Video âm nhạc cho bài hát được ghi hình tại Los Angeles và được AlexandLiane làm đạo diễn. Video được ghi hình vào tháng 9 năm 2008 và được công chiếu trên tài khoản YouTube chính thức của Dido vào ngày 30 tháng 10 năm 2008, như là một phần trong chiến lược quảng bá "12 Ngày Giáng Sinh" của họ.

## Danh sách bài hát
1. "Don't Believe In Love" (Dido Armstrong, Rollo Armstrong, Jon Brion)
2. "Look No Further" (Dido Armstrong, Rollo Armstrong, Jon Brion)

## Trình diễn trực tiếp
- "Virgin Radio" Le 17/20 - Bruno Guillon & Camille Combal — 22 tháng 10 năm 2008
- Live with Regis and Kelly — 7 tháng 11 năm 2008
- The Tonight Show with Jay Leno — 10 tháng 11 năm 2008
- "KLLC" — ngày 12 tháng 11 năm 2008
- The Ellen DeGeneres Show — 12 tháng 11 năm 2008
- "Radio Cherie FM", Pháp — 20 tháng 11 năm 2008
- TV Total, Đức — 25 tháng 11 năm 2008
- "Quelli Che Il Calcio E...", Ý — 14 tháng 12 năm 2008
- "Radio RFM", Pháp — 30 tháng 12 năm 2008

## Xếp hạng
Bài hát chỉ đạt đến vị trí thứ 54 tại UK Singles Chart, trở thành ca khúc có thứ hạng thấp thứ hai của cô, đứng sau No Freedom. Ca khúc còn đạt vị trí thứ 2 tại Ý và thứ 20 tại Japan Hot 100, trong khi được chứng nhận 2 lần đĩa Bạch kim tại Ý.
| Xếp hạng tuần(2008–2009)                 | Thứ hạng cao nhất |
| ---------------------------------------- | ----------------- |
| Úc (ARIA)                                | 42                |
| Áo (Ö3 Austria Top 40)                   | 29                |
| Bỉ (Ultratop 50 Flanders)                | 45                |
| Bỉ (Ultratop 50 Wallonia)                | 14                |
| Hot Canadian Digital Singles             | 66                |
| Hà Lan (Dutch Top 40)                    | 83                |
| Hungarian Singles Chart                  | 9                 |
| Israeli Singles Chart                    | 2                 |
| Ý (FIMI)                                 | 2                 |
| Slovakian Airplay Chart                  | 51                |
| Swiss Singles Chart                      | 16                |
| UK Singles (The Official Charts Company) | 54                |